# لیبن، پراگ

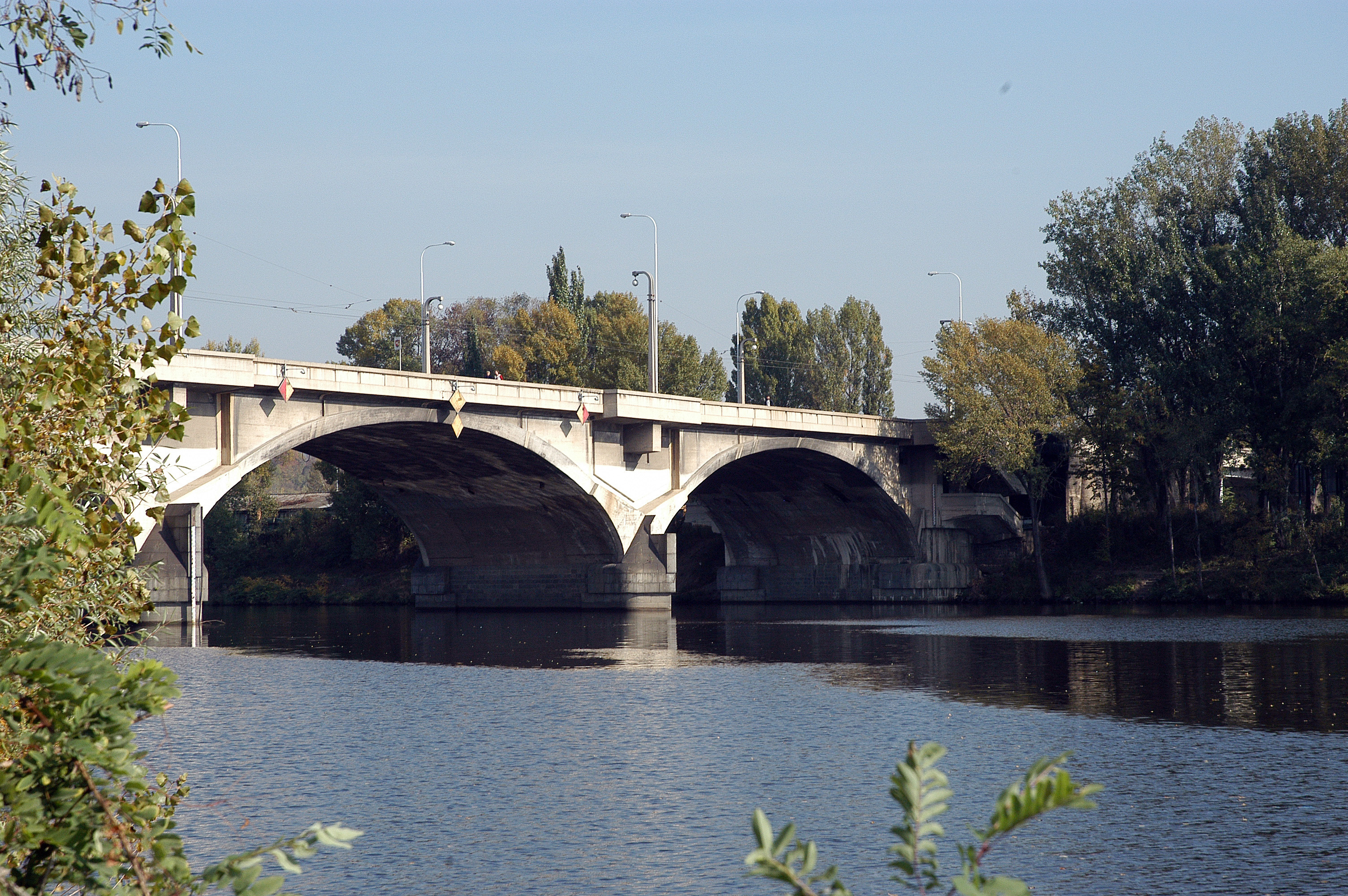
پل لیبن که این ناحیه را به هولشوویسته متصل می‌کند.

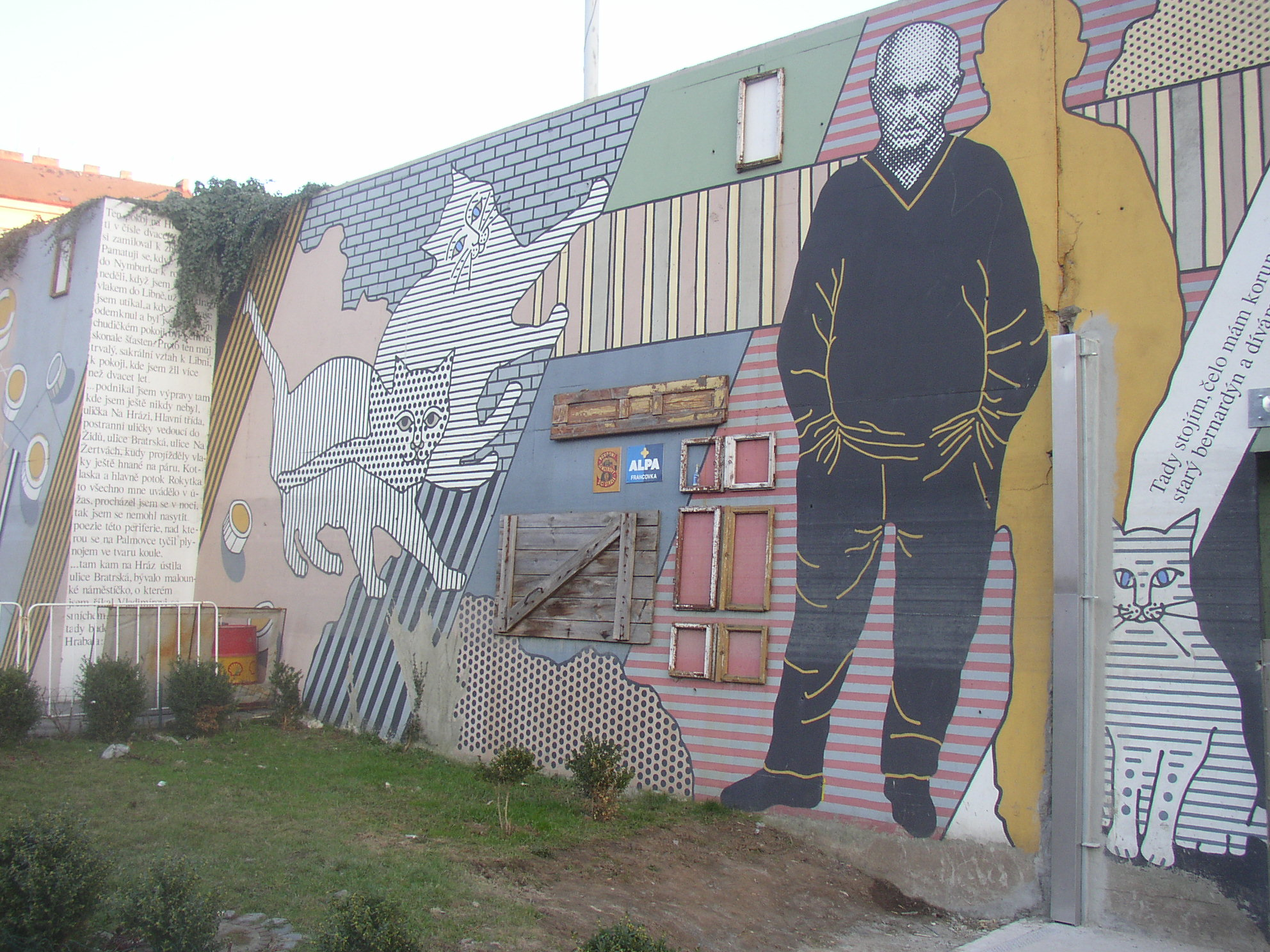
تصویری از بهومیل هرابال بر روی «دیوار هرابال» که او را در میان گربه‌های محبوبش نشان می‌دهد.

لیبن، پراگ (چکی: Libeň) یک منطقه و ناحیهٔ مسکونی در پراگ جمهوری چک است. این منطقه در سال ۱۹۰۱ در پراگ ادغام شد.
از ساکنان مشهور این منطقه می‌توان به بهومیل هرابال اشاره کرد. همچنین راینهارت هایدریش در این منطقه کشته شد.